# Silverdale (Colombie-Britannique)
Pour les articles homonymes, voir Silverdale.
Silverdale est un quartier de Mission (Colombie-Britannique) situé dans la province de la Colombie-Britannique, dans le sud-ouest.